# Bombový útok v Petrohradu 2023
Dne 2. dubna 2023 došlo k bombovému útoku v kavárně Street Food Bar №1 na Univerzitním nábřeží v Petrohradě. Na následky výbuchu zemřel ruský vojenský bloger a propagandista Vladlen Tatarskij. V prvních zprávách o útoku se předpokládalo, že zemřelo nejméně 7 lidí, podle ruských úřadů bylo 25 lidí zraněno, 19 hospitalizováno a jeden člověk byl zabit. Podle serveru NEXTA mělo být údajně 19 mrtvých, potvrzen je však pouze jeden.

## Předchozí události
V roce 2022 se v Rusku zvýšil počet násilností namířených proti významným osobnostem. Řada ruských podnikatelů byla v této době zavražděna nebo nalezena mrtvá za podezřelých okolností či ve vazbě ruské policie. Ukrajina byla navíc obviněna z použití teroristických metod proti některým osobnostem ruské invaze na Ukrajinu, například při vraždě Darji Duginové, novinářky a dcery ruského filozofa Alexandra Dugina.
Vladlen Tatarskij byl vlivný ruský vojenský bloger, který měl na Telegramu více než 560 000 sledujících a ačkoliv byl přesvědčeným zastáncem invaze, před svou smrtí kritizoval ruskou strategii při ruské invazi na Ukrajinu.
Kavárna, kde došlo k výbuchu, patří Jevgeniji Prigožinovi, majiteli žoldnéřské Wagnerovy skupiny, která páchá válečné zločiny. Na večer 2. dubna měl místo pronajatý diskusní klub Cyber Z Front, který měl mimo jiné oslavovat práci blogera Tatarského.

## Průběh
Dne 2. dubna 2023 v 18:13 došlo k výbuchu improvizovaného výbušného zařízení v baru Street Food Bar №1 který se nachází na Univerzitním nábřeží. Výbuch vytloukl sklo z oken kavárny a zdemoloval venkovní krytou terasu. V důsledku výbuchu zemřela nejméně jedna osoba a devatenáct bylo zraněno. Podle jedné z verzí byla výbušnina o síle asi 200 gramů TNT umístěna ve zlaté sošce, kterou Tatarskému přinesla jedna dívka, jež se představila jako Nasťa. Tatarskij poznamenal, že soška ho zobrazuje štíhlejšího, než opravdu je. Dívka údajně z místa utekla.

## Zadržení
Ruské bezpečnostní složky ráno 3. dubna zadržely Darju Trepovovou (*1997). Ruské telegramové účty Baza a 112 zároveň popsaly, že zadržená „Darja T.“ byla loni v prosinci zatčena, když se zúčastnila protiválečných demonstrací.

## Oběti
Do večera 2. dubna vzrostl počet zraněných na 30. Dvacet čtyři zraněných bylo z kavárny převezeno do zdravotnických zařízení v Petrohradě. Podle ministerstva zdravotnictví jedna osoba (Tatarskij) zemřela. Stav šesti zraněných je hodnocen jako vážný.
- Vladlen Tatarskij, ruský válečný bloger a propagandista

## Reakce
Ruská tajná služba FSB připsala atentát ukrajinským tajným službám. Kyjev toto tvrzení popřel. Později Ruský protiteroristický výbor (NAK) upřesnil, že podle něj atentát provedla ukrajinská rozvědka ve spolupráci se spolupracovníky uvězněného opozičníka Alexeje Navalného. 4. dubna se k útoku přihlásila ruská organizace Národní republikánská armáda.